# 어셔가의 몰락 (드라마)
《어셔가의 몰락》(영어: The Fall of the House of Usher)은 넷플릭스에서 2023년 10월 공개된 미국의 공포, 스릴러 드라마이다.

## 출연진

### 주연
- 칼라 구지노 - 버나
- 브루스 그린우드/잭 길퍼드(아역) - 로더릭 어셔
- 메리 맥도널/윌라 피츠제럴드(아역) - 매들린 어셔
- 칼 럼블리/맬컴 굿윈(아역) - 오귀스트 뒤팽
- 서맨사 슬로이언 - 태멀린 어셔
- 트니아 밀러 - 빅토린 라푸르카드
- 라훌 콜리 - 나폴리언 어셔
- 케이트 시걸 - 카미유 레스파나이
- 사우리얀 삽코타 - 프로스페로 어셔
- 케이티 파커 - 애너벨 리
- 마이클 트루코 - 루퍼스 윌멋 그리즈월드
- 헨리 토머스 - 프레더릭 어셔
- 마크 해밀 - 아서 핌

### 조연
- 파올라 누녜스 - 알레산드라 루이스
- 맷 비델 - 윌리엄 윌슨
- 크리스털 밸린트 - 모렐 어셔
- 카일리 커런 - 리노어 어셔
- 루스 코드 - 주노 어셔
- 이그비 리그니 - 토비
- 후루카와 아야 - 티나
- 대니얼 준 - 줄리어스
- 로버트 롱스트리트 - 롱펠로
- 애너베스 기시 - 일라이자
- 니컬러스 리 - 존 닐
- 제이아르 티나코
- 루스 비드너
- 토미 넬슨
- 룰루 윌슨